# Jerzy Fonkowicz

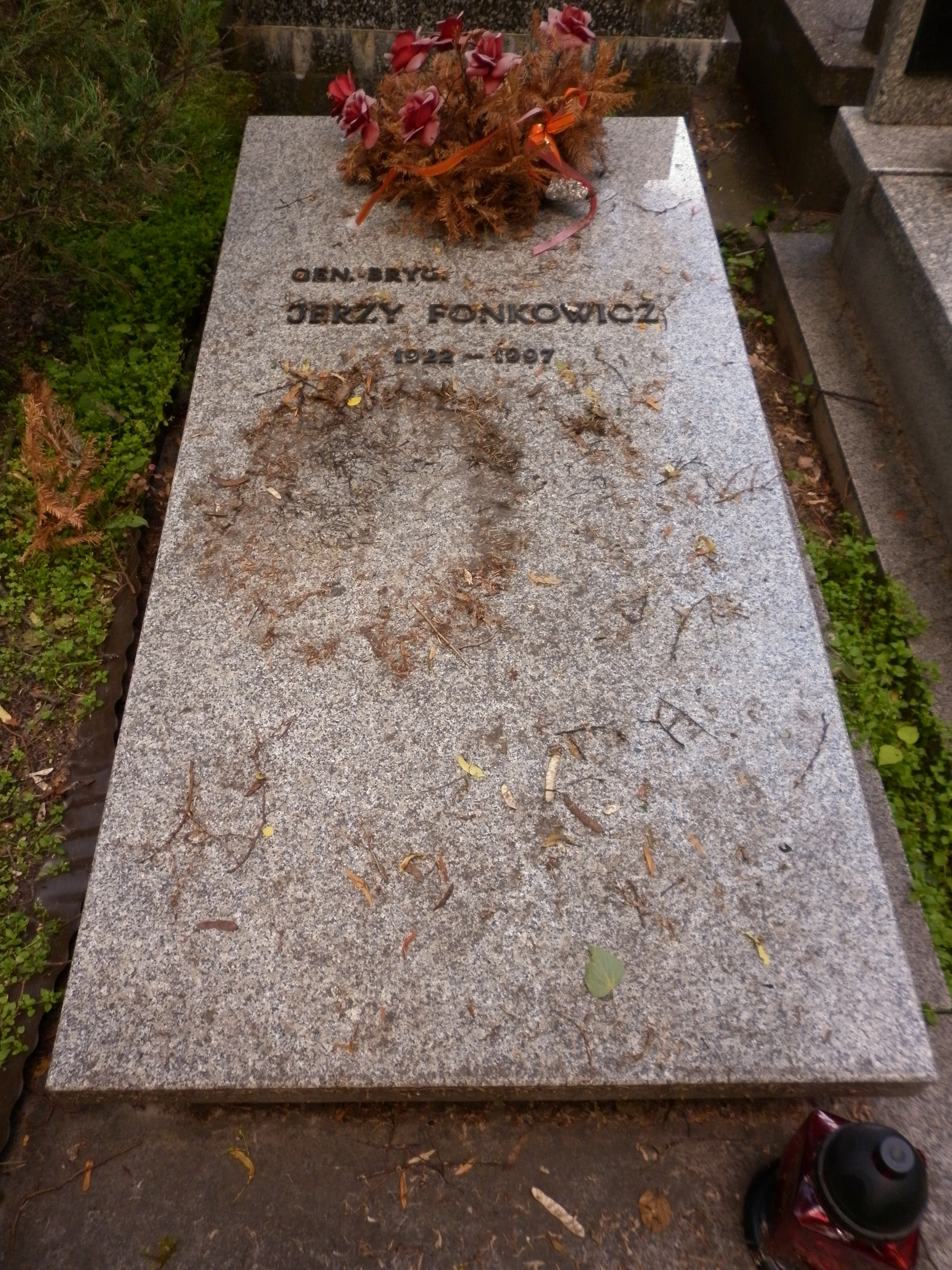
Grób Jerzego Fonkowicza na cmentarzu Wojskowym na Powązkach w Warszawie

Jerzy Henryk Fonkowicz ps. „Andrzej” (ur. 19 stycznia 1922 w Warszawie, zm. 7 października 1997 w Konstancinie-Jeziornie) – polski pisarz, działacz komunistyczny, generał brygady Ludowego Wojska Polskiego.

## Życiorys
Urodził się w rodzinie żydowskiej Władysława i Wandy z domu Sobczyńskiej. Przed II wojną światową uczęszczał do Gimnazjum im. Joachima Lelewela w Warszawie. W latach 1936–1938 działał w Komunistycznym Związku Młodzieży Polski. W latach 1940–1942 uczył się w Liceum Chemiczno-Ceramicznym w Warszawie, gdzie zdobył dyplom technika-mechanika. Do 1943 ukończył trzy semestry Państwowej Wyższej Szkoły Technicznej. Od 1939 był równocześnie instruktorem koła lewicowej, konspiracyjnej organizacji młodzieżowej „Spartakus”. Był także członkiem, a następnie przewodniczącym komitetu redakcyjnego pisma „Strzały”. Od 1941 działacz Związku Walki Wyzwoleńczej.
W styczniu 1942 został członkiem Polskiej Partii Robotniczej i wstąpił do Gwardii Ludowej. Pełnił służbę szefa wydziału w Sztabie Głównym GL, a następnie był dowódcą grupy bojowej GL pod pseudonimem „Andrzej”, z którą brał udział w akcjach bojowych przeciwko Niemcom na terenie Warszawy. 23 września 1943 ma mocy rozkazu Dowództwa Głównego GL został mianowany na stopień podporucznika. Na początku 1944 został dowódcą Grupy Specjalnej Sztabu Głównego AL pod pseudonimem „Konrad”. 17 lutego 1944 na rozkaz Mariana Spychalskiego przeprowadził akcję na archiwum Delegatury Rządu na Kraj przy ul. Poznańskiej 12 w Warszawie. W jej wyniku kontakt konspiracyjny Armii Krajowej ujawniony został Gestapo za pośrednictwem podwójnego agenta Artura Jastrzębskiego, a AL zdobyła materiały o przedwojennej policyjnej agenturze w szeregach komunistów. Spowodowało to falę aresztowań żołnierzy AK. Od marca 1944 pełnił funkcję szefa wydziału II (informacyjnego) Sztabu Głównego AL. 3 lipca 1944 został aresztowany przez Niemców.
Wstąpił ochotniczo do służby w Ludowym Wojsku Polskim, gdzie został zweryfikowany w stopniu majora na mocy rozkazu personalnego Naczelnego Dowódcy WP.
W czerwcu 1945 wraz z Piotrem Jaroszewiczem i Tadeuszem Steciem brał udział w przejęciu niemieckiego archiwum w Radomierzycach. 15 października 1945 został wyznaczony na zastępcę szefa oddziału w Głównym Zarządzie Informacji WP (osłona kontrwywiadowcza jednostek wojskowych).
W kwietniu 1946 został szefem Okręgowego Zarządu Informacji nr 1 w Warszawie. Od 1947 był szefem Oddziału III Głównego Zarządu Informacji WP. W listopadzie 1949 został przeniesiony z Głównego Zarządu Informacji WP do pionu kwatermistrzostwa MON, gdzie był kolejno szefem wydziału organizacyjno-mobilizacyjnego i równocześnie zastępcą szefa Departamentu Kwaterunkowego, a od czerwca 1950 szefem Departamentu Kwaterunkowego.
We wrześniu 1955 został odwołany ze stanowiska i przeniesiony do dyspozycji szefa Departamentu Kadr MON. W listopadzie 1955 został oddelegowany do wykonywania zadań poza wojskiem na stanowisku zastępcy generalnego dyrektora Ministerstwa Górnictwa Węglowego do spraw zaopatrzenia i finansów. Po objęciu funkcji ministra obrony narodowej przez Mariana Spychalskiego, z którym współpracował blisko w czasie okupacji, został szefem Departamentu Kadr MON. Na mocy uchwały Rady Państwa PRL z 3 lipca 1958 otrzymał nominację na stopień generała brygady. Akt nominacyjny otrzymał 22 lipca 1958 w Belwederze z rąk przewodniczącego Rady Państwa Aleksandra Zawadzkiego.
W 1961 ukończył Akademię Sztabu Generalnego. Od 10 grudnia 1964 do 19 grudnia 1967 był attaché wojskowym, morskim i lotniczym w Ambasadzie PRL w Helsinkach, a następnie pozostawał w dyspozycji ministra obrony narodowej.
19 kwietnia 1968 został zwolniony z zawodowej służby wojskowej i przeniesiony do rezerwy z powodu niewyrażenia zgody na przeniesienie na niższe stanowisko służbowe.
Zafascynowany Skandynawią, wieloletni sekretarz Towarzystwa Przyjaźni Polsko-Fińskiej, autor 8 książek, w tym Helsińskiego ABC, Sztokholmskiego ABC i ABC Oslo, a także kilku innych przewodników po Skandynawii (Kwiaty w dolinach fiordów, O czym śpiewa kantele). Znał język niemiecki, angielski, czeski i rosyjski.
Zmarł tragicznie w nocy z 7 na 8 października 1997, w wyniku długotrwałych tortur, podczas napadu na jego dom w Konstancinie. Pochowany został na cmentarzu Wojskowym na Powązkach w Warszawie (kwatera C18-8-15).
Jest jednym z bohaterów książki Generałowie giną w czasie pokoju (2000) Krzysztofa Kąkolewskiego.

## Awanse
W trakcie wieloletniej służby w Armii Ludowej oraz ludowym Wojsku Polskim otrzymywał awanse na kolejne stopnie wojskowe:
- podporucznik AL – 1943
- porucznik AL – 1944
- kapitan AL – 1944
- major – 1945
- podpułkownik – 1946
- pułkownik – 1948
- generał brygady – 1958

## Ordery i odznaczenia
- Krzyż Komandorski Orderu Odrodzenia Polski (1958)
- Order Krzyża Grunwaldu III klasy (1945)[11]
- Krzyż Oficerski Orderu Odrodzenia Polski (1947)
- Krzyż Kawalerski Orderu Odrodzenia Polski (1945)
- Krzyż Srebrny Orderu Virtuti Militari (1946)
- Krzyż Walecznych (13 września 1946)[12]
- Krzyż Partyzancki (1946)
- Medal za Warszawę 1939–1945 (17 stycznia 1946)[13]
- Medal Zwycięstwa i Wolności 1945
- Złoty Medal „Siły Zbrojne w Służbie Ojczyzny” (1958)
- Złota odznaka honorowa „Za Zasługi dla Warszawy” (1962)[14]
- Srebrny medal pamiątkowy dla uczczenia górnictwa w Tyiąclecie Państwa Polskiego (1963)[15]
- Krzyż Komandorski Orderu Białej Róży Finlandii (Finlandia)
- Medal „Za zwycięstwo nad Niemcami w Wielkiej Wojnie Ojczyźnianej 1941–1945” (ZSRR)
- Medal „Za wyzwolenie Warszawy” (ZSRR)

## Publikacje książkowe
- Marsz torreadora, Wydawnictwo „Nasza Księgarnia”, Warszawa 1964.
- Pierwsze pistolety, Wydawnictwo Ministerstwa Obrony Narodowej, Warszawa 1965.
- Pawiak – Paryż, Wydawnictwo Ministerstwa Obrony Narodowej, Warszawa 1966.
- O czym śpiewają kantele: rzecz o Finlandii, Wydawnictwo „Nasza Księgarnia”, Warszawa 1976.
- ABC Oslo, Wydawnictwo Iskry, Warszawa 1981.
- Dyplomacja z bliska (wspólnie z Edwardem Pietkiewiczem), Wydawnictwo „Książka i Wiedza”, Warszawa 1982.
- Kwiaty w dolinach fiordów: rzecz o Norwegii, Wydawnictwo „Nasza Księgarnia”, Warszawa 1984.
- Sztokholmskie ABC, Wydawnictwo Iskry, Warszawa 1991.